# Perossido di sodio
Il perossido di sodio è il composto inorganico di formula Na2O2. Si tratta di un solido che si forma bruciando il sodio con ossigeno. In condizioni normali è un solido igroscopico di colore giallo chiaro. È una base forte e un potente ossidante. A contatto con materiali organici o altri riducenti può incendiarsi e anche esplodere.

## Struttura e proprietà
Il perossido di sodio cristallizza con simmetria esagonale. Per riscaldamento a 512 °C la forma esagonale passa ad una fase di simmetria ignota. Per ulteriore riscaldamento oltre il punto di fusione (460 °C) il composto a 657 °C si decompone rilasciando O2, prima di arrivare al punto di ebollizione.

## Sintesi
Il perossido di sodio fu sintetizzato per la prima volta da Gay-Lussac e Thenard nel 1811 bruciando sodio con ossigeno. Industrialmente Na2O2 è stato prodotto su larga scala fino agli anni ottanta, quando fu introdotta una sintesi economicamente più vantaggiosa per il perossido di idrogeno, che ha soppiantato l'uso industriale di Na2O2.
Su larga scala Na2O2 era preparato facendo reagire sodio e ossigeno a 130–200 °C. Veniva generato ossido di sodio, che poi assorbiva ossigeno in un secondo stadio:
{\displaystyle {\ce {4Na + O2 -> 2Na2O}}}
{\displaystyle {\ce {2Na2O + O2 -> 2Na2O2}}}

## Reattività
Na2O2 è una base forte e un potente ossidante. A contatto con materiali organici o altri riducenti può incendiarsi e anche esplodere. In acqua reagisce liberando idrossido di sodio e perossido di idrogeno:
{\displaystyle {\ce {Na2O2 + 2H2O -> 2NaOH + H2O2}}}
Reagisce con CO e CO2 per formare il carbonato:
{\displaystyle {\ce {Na2O2 + CO -> Na2CO3}}}
{\displaystyle {\ce {Na2O2 + CO2 -> Na2CO3 + 1/2 O2}}}
La reazione con CO2 libera ossigeno ed è utilizzata per purificare l'aria in spazi confinati come i sottomarini.

## Usi
Il perossido di sodio era utilizzato come sbiancante per tessuti e per la polpa di legno. Oltre all'uso per assorbire CO e CO2 in respiratori subacquei e sottomarini, oggi trova limitate applicazioni specialistiche. Ad esempio, nei laboratori viene usato come ossidante e fondente nell'analisi chimica.

### Indicazioni di sicurezza
Na2O2 è disponibile in commercio. Il composto provoca gravi ustioni alla pelle e a tutte le mucose, nonché gravi lesioni oculari. Non ci sono dati che indichino proprietà cancerogene. È considerato poco pericoloso per l'ambiente.